# Komora przednia gałki ocznej

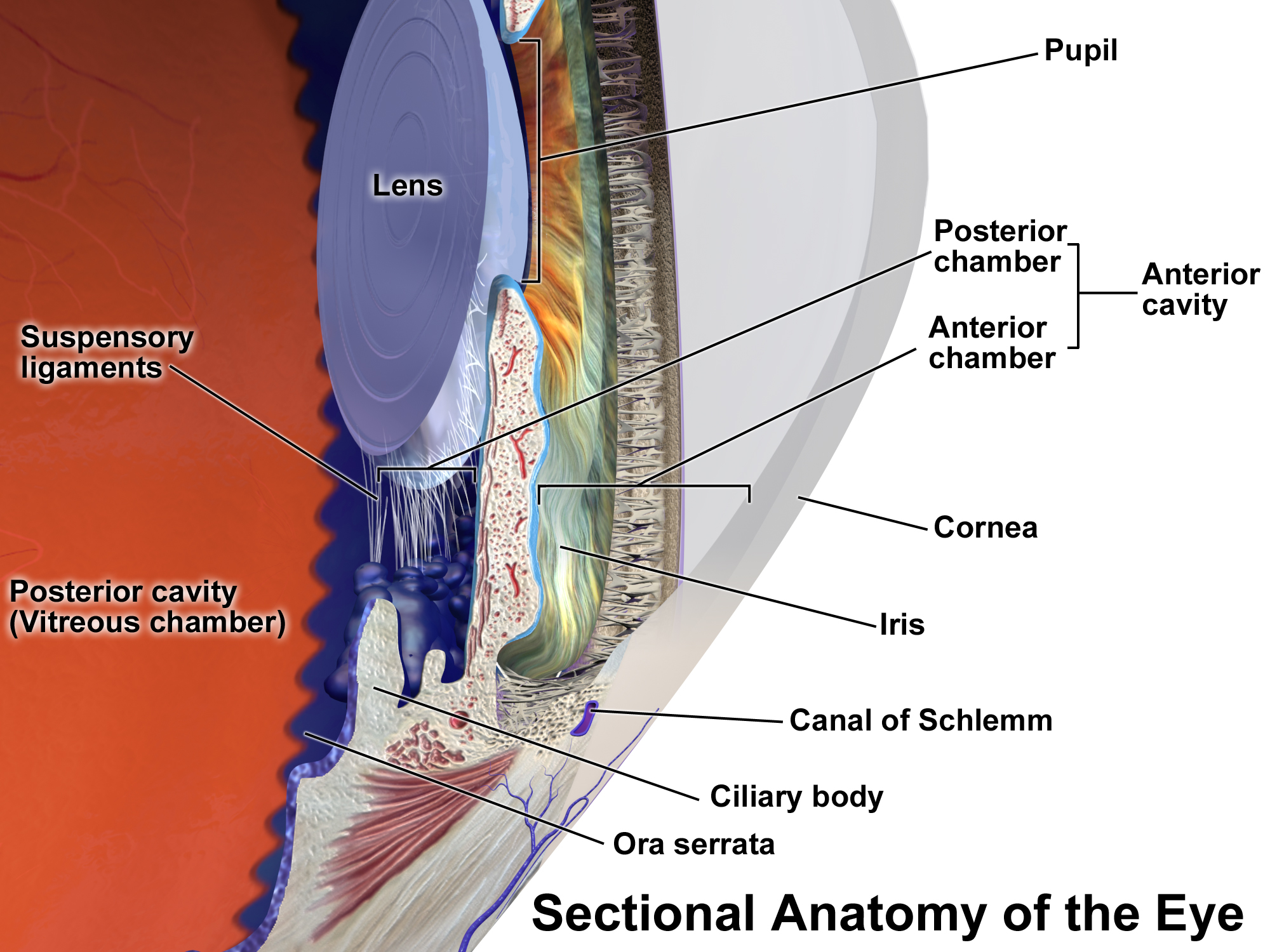
Komora przednia gałki ocznej podpisana Anterior chamber.

Komora przednia gałki ocznej (łac. camera anterior bulbi) – w anatomii człowieka jedna z dwóch (obok komory tylnej) wypełnionych cieczą wodnistą przestrzeni w oku. Ograniczona jest od przodu tylną powierzchnią rogówki i niewielką częścią twardówki, od tyłu tęczówką i odcinkiem przedniej powierzchni soczewki położonym za źrenicą. Skrajny obwód – kąt tęczówkowo-rogówkowy – odsącza ciecz wodnistą komory do zatoki żylnej twardówki. Z komorą tylną gałki ocznej łączy się za pośrednictwem źrenicy.